# Hurikan
Hurikan is een historisch merk van motorfietsen.
De bedrijfsnaam: was Motor-Union, Narodni Podnik, České Budějovice.
Hurikan was een Tsjechisch merk dat van 1947 tot 1949 moderne en sportieve 250- en 350cc-blokmotoren met bovenliggende nokkenas bouwde, die waren ontwikkeld door Jaroslav Vlk. De machines waren bedoeld voor wegraces en waren ook redelijk succesvol.